# Igor Trubeckoj
Princ Igor Nikolajevič Trubeckoj (rusko Игорь Николаевич Трубецкой), ruski alpski smučar, kolesar in dirkač, * 23. avgust 1912, Pariz, Francija, † 20. december 2008, Pariz, Francija.
Princ Igor Trubeckoj se je rodil 23. avgusta 1912 v Parizu. Najbolj znan je kot prvi dirkač, ki je na dirki za Veliko nagrado nastopil z dirkalnikom Ferrari, to je bilo na dirki za Veliko nagrado Monaka v sezoni 1948, ko je z dirkalnikom Ferrari 166C odstopil, in po zmagi na prestižni dirki Targa Florio istega leta skupaj s Clementom Biondettijem. Umrl je leta 2008 v Parizu.